# Selección de fútbol de Benín
La selección de fútbol de Benín es el equipo representativo del país en las competiciones oficiales. Es miembro de la CAF y de la FIFA.
Su mayor logro internacional lo consiguió en la Copa Africana de Naciones 2019, cuando alcanzó los cuartos de final, siendo eliminados por la Selección de Senegal.

## Historia
Benín acogió su primer partido internacional oficial el 8 de noviembre de 1959, una derrota por 1-0 ante Nigeria. El partido se jugó cuando el país aún era una dependencia francesa, antes de su independencia el 1 de agosto de 1960.
Benín se clasificó para la Copa Africana de Naciones de 2004, su primera AFCON en la historia. Sin embargo, perdieron los tres partidos ante Sudáfrica, Marruecos y Nigeria. El único gol de Benín lo marcó Moussa Latoundji contra Nigeria.
La historia se repitió nuevamente en 2008, cuando Benín perdió ante Malí, Costa de Marfil y Nigeria. Nuevamente, anotaron solo un gol a través de Razak Omotoyossi en la derrota por 4-1 ante Costa de Marfil.
En 2010, el campeonato de fútbol de Benín fue suspendido después de que el presidente de la Federación Beninesa de Fútbol, Anjorin Moucharaf, fuera arrestado. Los miembros de la BFF denunciaron el encarcelamiento y dijeron que Moucharaf había sido acusado injustamente de fraude, lo que llevó a 12 de los 15 miembros de la junta a renunciar en protesta.
En las Clasificatorias para la Copa Mundial 2010, Benín encabezó su grupo en la segunda ronda. Comenzaron con una derrota ante Angola pero ganaron los siguientes cuatro partidos y aseguraron su clasificación antes del último día. En la tercera ronda de las eliminatorias, Benín terminó segundo en su grupo, tres puntos por detrás de Ghana. A pesar de no clasificarse para la Copa Mundial de Fútbol de 2010, el segundo puesto de Benín aseguró su clasificación para la Copa Africana de Naciones de 2010, donde empataron contra Mozambique para recibir su primer punto en la AFCON. Las Ardillas luego perdieron sus otros dos partidos contra Nigeria y los campeones defensores Egipto para terminar terceros en su grupo y no avanzar a la siguiente ronda. Después de esa desastrosa actuación, el 8 de febrero de 2010, la Federación de Fútbol de Benín, que no estaba dispuesta a aceptar una salida de la fase de grupos por tercera vez consecutiva, disolvió la selección nacional y despidió al entrenador Michel Dussuyer, así como al resto de su personal. Dussuyer no sabía que había sido despedido y afirmó que no había hecho nada malo. El equipo se convirtió en una víctima inocente de los países africanos enfurecidos que no aceptaron la derrota en los principales torneos y disolvieron sus equipos nacionales a principios de la década de 2010, junto con Nigeria, el equipo al que Benín se enfrentó en la fase de grupos de sus tres AFCON antes de su disolución, que fueron suspendidos por dos años por el presidente Goodluck Jonathan después de la Copa Mundial de la FIFA 2010.
En la segunda ronda de la Clasificatorias para la Copa Mundial 2014, Benín se colocó en el Grupo H con Argelia, Malí y Ruanda. Benín terminó tercero en su grupo, sin poder avanzar a la siguiente ronda.
En la Copa Africana de Naciones 2019, a pesar de avanzar solo como el tercer mejor tercer clasificado, Benín, reunido con Dussuyer, alcanzó los cuartos de final, donde perdió ante Senegal, con una sorprendente victoria sobre Marruecos.

## Últimos partidos y próximos encuentros
Actualizado al último partido jugado el 18 de noviembre de 2024
| Fecha      | Ciudad  | Local     | Resultado | Visitante | Competición                      |
| ---------- | ------- | --------- | --------- | --------- | -------------------------------- |
| 18-11-2023 | Durban  | Sudáfrica | 2:1       | Benín     | Clasificación Copa Mundial 2026  |
| 21-11-2023 | Durban  | Lesoto    | 0:0       | Benín     | Clasificación Copa Mundial 2026  |
| 06-06-2024 | Abiyán  | Benín     | 1:0       | Ruanda    | Clasificación Copa Mundial 2026  |
| 10-06-2024 | Abiyán  | Benín     | 2:1       | Nigeria   | Clasificación Copa Mundial 2026  |
| 07-09-2024 | Uyo     | Nigeria   | 3:0       | Benín     | Clasificación Copa Africana 2025 |
| 10-09-2024 | Abiyán  | Benín     | 2:1       | Libia     | Clasificación Copa Africana 2025 |
| 10-10-2024 | Abiyán  | Benín     | 3:0       | Ruanda    | Clasificación Copa Africana 2025 |
| 15-10-2024 | Kigali  | Ruanda    | 2:1       | Benín     | Clasificación Copa Africana 2025 |
| 14-11-2024 | Abiyán  | Benín     | 1:1       | Nigeria   | Clasificación Copa Africana 2025 |
| 18-11-2024 | Trípoli | Libia     | 0:0       | Benín     | Clasificación Copa Africana 2025 |

## Jugadores

### Última convocatoria
| No. | Pos. | Jugador              | Fecha de nacimiento (edad)         | Apa. | Goles | Club               |
| --- | ---- | -------------------- | ---------------------------------- | ---- | ----- | ------------------ |
| 16  | POR  | Saturnin Allagbé     | 22 de noviembre de 1993 (31 años)  | 30   | 0     | Valenciennes       |
|     | POR  | Chérif Dine Akakpo   | 1 de diciembre de 1997 (27 años)   | 2    | 0     | Les Buffles        |
|     | POR  | Marcel Dandjinou     | 25 de junio de 1998 (26 años)      | 10   | 0     | JDR Stars          |
|     |      |                      |                                    |      |       |                    |
| 2   | DEF  | Youssouf Assogba     | 21 de agosto de 2001 (23 años)     | 15   | 0     | Boulogne           |
| 3   | DEF  | Khaled Adénon        | 28 de julio de 1985 (39 años)      | 75   | 2     | Avranches          |
| 4   | DEF  | Cédric Hountondji    | 19 de enero de 1994 (31 años)      | 18   | 0     | Clermont           |
| 5   | DEF  | Yohan Roche          | 7 de mayo de 1997 (28 años)        | 5    | 1     | Adanaspor          |
| 6   | DEF  | Olivier Verdon       | 5 de octubre de 1995 (29 años)     | 26   | 0     | Ludogorets Razgrad |
| 12  | DEF  | David Kiki           | 25 de noviembre de 1993 (31 años)  | 30   | 0     | Arda Kardzhali     |
| 13  | DEF  | Moïse Adiléhou       | 1 de noviembre de 1995 (29 años)   | 10   | 1     | NAC Breda          |
|     | DEF  | Melvyn Doremus       | 29 de octubre de 1996 (28 años)    | 5    | 0     | FC Chambly         |
|     |      |                      |                                    |      |       |                    |
|     | MED  | Séidou Barazé        | 20 de octubre de 1990 (34 años)    | 24   | 0     | Schiltigheim       |
|     | MED  | Emmanuel Imorou      | 16 de septiembre de 1988 (36 años) | 22   | 0     | Évian              |
| 7   | MED  | Mattéo Ahlinvi       | 7 de febrero de 1999               | 7    | 0     | Dijon              |
|     | MED  | Djiman Koukou        | 14 de noviembre de 1990 (34 años)  | 42   | 1     | Les Herbiers VF    |
| 8   | MED  | Jordan Adéoti        | 12 de marzo de 1989 (36 años)      | 43   | 1     | Annecy             |
|     | MED  | Sessi D'Almeida      | 20 de noviembre de 1995 (29 años)  | 19   | 1     | Valenciennes       |
| 20  | MED  | Jodel Dossou         | 17 de marzo de 1992 (33 años)      | 41   | 6     | Clermont           |
|     | MED  | Ryan Adigo           | 15 de abril de 2001 (24 años)      | 1    | 0     | Würzburger Kickers |
| 22  | MED  | Charbel Gomez        | 1 de 27 de 2001 (24 años)          | 16   | 0     | Amiens             |
|     |      |                      |                                    |      |       |                    |
| 9   | DEL  | Steve Mounié         | 29 de septiembre de 1994 (30 años) | 36   | 11    | Brest              |
| 10  | DEL  | Mickaël Poté         | 24 de septiembre de 1984 (40 años) | 67   | 10    | Bandırmaspor       |
| 14  | DEL  | Cebio Soukou         | 2 de octubre de 1992 (32 años)     | 17   | 2     | SV Sandhausen      |
| 11  | DEL  | Tidjani Anaane       | 27 de marzo de 1997 (28 años)      | 8    | 0     | Menemenspor        |
| 24  | DEL  | Marcellin Koukpo     | 6 de abril de 1995 (30 años)       | 14   | 2     | CS Constantine     |
| 19  | DEL  | Désiré Segbé Azankpo | 5 de junio de 1993 (32 años)       | 14   | 0     | Dunkerque          |

### Más participaciones
Actualizado en mayo de 2024
| #  | Jugador            | Partidos | Goles | Periodo   |
| -- | ------------------ | -------- | ----- | --------- |
| 1  | Stéphane Sessègnon | 88       | 24    | 2004–2021 |
| 2  | Khaled Adénon      | 85       | 2     | 2006–     |
| 3  | Mickaël Poté       | 69       | 10    | 2008–     |
| 4  | Damien Chrysostome | 58       | 0     | 2002–2011 |
| 5  | Jocelyn Ahouéya    | 55       | 3     | 2003–2013 |
| 6  | Razak Omotoyossi   | 55       | 21    | 2004–2022 |
| 7  | Jodel Dossou       | 55       | 8     | 2013-     |
| 8  | Romuald Boco       | 52       | 1     | 2004–2013 |
| 9  | Séïdath Tchomogo   | 51       | 4     | 2003–2014 |
| 10 | Steve Mounié       | 45       | 14    | 2015-     |

### Máximos goleadores
Actualizado en mayo de 2024
| # | Jugador            | Goles | Partidos | Periodo   |
| - | ------------------ | ----- | -------- | --------- |
| 1 | Stéphane Sessègnon | 24    | 88       | 2004–2021 |
| 2 | Razak Omotoyossi   | 21    | 55       | 2004–2016 |
| 3 | Oumar Tchomogo     | 15    | 34       | 1995–2008 |
| 4 | Steve Mounié       | 14    | 45       | 2015-     |
| 5 | Mickaël Poté       | 10    | 69       | 2008–     |
| 6 | Jodel Dossou       | 8     | 55       | 2013-     |
| 7 | Moussa Latoundji   | 6     | 21       | 1993–2004 |

## Entrenadores
- Liebháber Barna (1983–1986)[6]
- Peter Schnittger (1992)
- Moise Ekoue (1993)
- René Taelman (2001–2003)[7][8]
- Cecil Jones Attuquayefio (2003–2004)[9][10]
- Hervé Revelli (2004)[11][12]
- Serge Devèze (2005)[11]
- Edmé Codjo (2005–2007)
- Didier Notheaux (2007)[13]
- Wabi Gomez (2007)[14]
- Reinhard Fabisch (2007–2008)[15][16]
- Wabi Gomez (2008)[17]
- Michel Dussuyer (2008–2010)[18]
- Michel Sorin (2010)[19]
- José Paulo (2010)[20][21]
- Jean-Marc Nobilo (2010)[22][23]
- Denis Goavec (2010–2011)[24]
- Edmé Codjo (2011–2012)[25]
- Manuel Amorós (2012–2013)[26]
- Didier Ollé-Nicolle (2014)[27][28][29]
- Oumar Tchomogo (2015–2017)
- Michel Dussuyer (2018–2022)[30][31]
- Moussa Latoundji (interino- 2022–2023)[32]
- Gernot Rohr (2023–presente)[1]

## Estadísticas

### Copa Mundial de Fútbol
| Copa Mundial de Fútbol    | Copa Mundial de Fútbol  | Copa Mundial de Fútbol  | Copa Mundial de Fútbol  | Copa Mundial de Fútbol  | Copa Mundial de Fútbol  | Copa Mundial de Fútbol  | Copa Mundial de Fútbol  |
| Año                       | Ronda                   | J                       | G                       | E                       | P                       | GF                      | GC                      |
| ------------------------- | ----------------------- | ----------------------- | ----------------------- | ----------------------- | ----------------------- | ----------------------- | ----------------------- |
| 1930 - 1958               | No existía la selección | No existía la selección | No existía la selección | No existía la selección | No existía la selección | No existía la selección | No existía la selección |
| Como República de Dahomey |                         |                         |                         |                         |                         |                         |                         |
| 1962 - 1970               | No participó            | No participó            | No participó            | No participó            | No participó            | No participó            | No participó            |
| 1974                      | No clasificó            | No clasificó            | No clasificó            | No clasificó            | No clasificó            | No clasificó            | No clasificó            |
| Como Benín                |                         |                         |                         |                         |                         |                         |                         |
| 1978                      | No participó            | No participó            | No participó            | No participó            | No participó            | No participó            | No participó            |
| 1982                      | No participó            | No participó            | No participó            | No participó            | No participó            | No participó            | No participó            |
| 1986                      | No clasificó            | No clasificó            | No clasificó            | No clasificó            | No clasificó            | No clasificó            | No clasificó            |
| 1990                      | No participó            | No participó            | No participó            | No participó            | No participó            | No participó            | No participó            |
| 1994                      | No clasificó            | No clasificó            | No clasificó            | No clasificó            | No clasificó            | No clasificó            | No clasificó            |
| 1998                      | No participó            | No participó            | No participó            | No participó            | No participó            | No participó            | No participó            |
| 2002                      | No clasificó            | No clasificó            | No clasificó            | No clasificó            | No clasificó            | No clasificó            | No clasificó            |
| 2006                      | No clasificó            | No clasificó            | No clasificó            | No clasificó            | No clasificó            | No clasificó            | No clasificó            |
| 2010                      | No clasificó            | No clasificó            | No clasificó            | No clasificó            | No clasificó            | No clasificó            | No clasificó            |
| 2014                      | No clasificó            | No clasificó            | No clasificó            | No clasificó            | No clasificó            | No clasificó            | No clasificó            |
| 2018                      | No clasificó            | No clasificó            | No clasificó            | No clasificó            | No clasificó            | No clasificó            | No clasificó            |
| 2022                      | No clasificó            | No clasificó            | No clasificó            | No clasificó            | No clasificó            | No clasificó            | No clasificó            |
| 2026                      | Por disputarse          | Por disputarse          | Por disputarse          | Por disputarse          | Por disputarse          | Por disputarse          | Por disputarse          |
| 2030                      | Por disputarse          | Por disputarse          | Por disputarse          | Por disputarse          | Por disputarse          | Por disputarse          | Por disputarse          |
| 2034                      | Por disputarse          | Por disputarse          | Por disputarse          | Por disputarse          | Por disputarse          | Por disputarse          | Por disputarse          |
| Total                     | 0/22                    | -                       | -                       | -                       | -                       | -                       | -                       |

### Copa Africana de Naciones
| Copa Africana de Naciones | Copa Africana de Naciones | Copa Africana de Naciones | Copa Africana de Naciones | Copa Africana de Naciones | Copa Africana de Naciones | Copa Africana de Naciones | Copa Africana de Naciones |
| Año                       | Ronda                     | J                         | G                         | E                         | P                         | GF                        | GC                        |
| ------------------------- | ------------------------- | ------------------------- | ------------------------- | ------------------------- | ------------------------- | ------------------------- | ------------------------- |
| 1957 - 1959               | No existía la selección   | No existía la selección   | No existía la selección   | No existía la selección   | No existía la selección   | No existía la selección   | No existía la selección   |
| Como República de Dahomey |                           |                           |                           |                           |                           |                           |                           |
| 1962 - 1970               | No participó              | No participó              | No participó              | No participó              | No participó              | No participó              | No participó              |
| 1972                      | No clasificó              | No clasificó              | No clasificó              | No clasificó              | No clasificó              | No clasificó              | No clasificó              |
| 1974                      | Se retiró                 | Se retiró                 | Se retiró                 | Se retiró                 | Se retiró                 | Se retiró                 | Se retiró                 |
| Como Benín                |                           |                           |                           |                           |                           |                           |                           |
| 1976                      | Se retiró                 | Se retiró                 | Se retiró                 | Se retiró                 | Se retiró                 | Se retiró                 | Se retiró                 |
| 1978                      | No participó              | No participó              | No participó              | No participó              | No participó              | No participó              | No participó              |
| 1980                      | No clasificó              | No clasificó              | No clasificó              | No clasificó              | No clasificó              | No clasificó              | No clasificó              |
| 1982                      | No participó              | No participó              | No participó              | No participó              | No participó              | No participó              | No participó              |
| 1984                      | No clasificó              | No clasificó              | No clasificó              | No clasificó              | No clasificó              | No clasificó              | No clasificó              |
| 1986                      | No clasificó              | No clasificó              | No clasificó              | No clasificó              | No clasificó              | No clasificó              | No clasificó              |
| 1988                      | No clasificó              | No clasificó              | No clasificó              | No clasificó              | No clasificó              | No clasificó              | No clasificó              |
| 1990                      | No clasificó              | No clasificó              | No clasificó              | No clasificó              | No clasificó              | No clasificó              | No clasificó              |
| 1992                      | No clasificó              | No clasificó              | No clasificó              | No clasificó              | No clasificó              | No clasificó              | No clasificó              |
| 1994                      | No clasificó              | No clasificó              | No clasificó              | No clasificó              | No clasificó              | No clasificó              | No clasificó              |
| 1996                      | Se retiró                 | Se retiró                 | Se retiró                 | Se retiró                 | Se retiró                 | Se retiró                 | Se retiró                 |
| 1998                      | No clasificó              | No clasificó              | No clasificó              | No clasificó              | No clasificó              | No clasificó              | No clasificó              |
| 2000                      | No clasificó              | No clasificó              | No clasificó              | No clasificó              | No clasificó              | No clasificó              | No clasificó              |
| 2002                      | No clasificó              | No clasificó              | No clasificó              | No clasificó              | No clasificó              | No clasificó              | No clasificó              |
| 2004                      | Fase de grupos            | 3                         | 0                         | 0                         | 3                         | 1                         | 8                         |
| 2006                      | No clasificó              | No clasificó              | No clasificó              | No clasificó              | No clasificó              | No clasificó              | No clasificó              |
| 2008                      | Fase de grupos            | 3                         | 0                         | 0                         | 3                         | 1                         | 7                         |
| 2010                      | Fase de grupos            | 3                         | 0                         | 1                         | 2                         | 2                         | 5                         |
| 2012                      | No clasificó              | No clasificó              | No clasificó              | No clasificó              | No clasificó              | No clasificó              | No clasificó              |
| 2013                      | No clasificó              | No clasificó              | No clasificó              | No clasificó              | No clasificó              | No clasificó              | No clasificó              |
| 2015                      | No clasificó              | No clasificó              | No clasificó              | No clasificó              | No clasificó              | No clasificó              | No clasificó              |
| 2017                      | No clasificó              | No clasificó              | No clasificó              | No clasificó              | No clasificó              | No clasificó              | No clasificó              |
| 2019                      | Cuartos de final          | 5                         | 0                         | 4                         | 1                         | 3                         | 4                         |
| 2021                      | No clasificó              | No clasificó              | No clasificó              | No clasificó              | No clasificó              | No clasificó              | No clasificó              |
| 2023                      | No clasificó              | No clasificó              | No clasificó              | No clasificó              | No clasificó              | No clasificó              | No clasificó              |
| 2025                      | Clasificado               | Clasificado               | Clasificado               | Clasificado               | Clasificado               | Clasificado               | Clasificado               |
| 2027                      | Por definir               | Por definir               | Por definir               | Por definir               | Por definir               | Por definir               | Por definir               |
| Total                     | 5/35                      | 14                        | 0                         | 5                         | 9                         | 7                         | 24                        |

## Selección Local

### Campeonato Africano de Naciones
| Campeonato Africano de Naciones | Campeonato Africano de Naciones | Campeonato Africano de Naciones | Campeonato Africano de Naciones | Campeonato Africano de Naciones | Campeonato Africano de Naciones | Campeonato Africano de Naciones | Campeonato Africano de Naciones |
| Año                             | Ronda                           | J                               | G                               | E                               | P                               | GF                              | GC                              |
| ------------------------------- | ------------------------------- | ------------------------------- | ------------------------------- | ------------------------------- | ------------------------------- | ------------------------------- | ------------------------------- |
| 2009                            | Se retiró                       | Se retiró                       | Se retiró                       | Se retiró                       | Se retiró                       | Se retiró                       | Se retiró                       |
| 2011                            | No participó                    | No participó                    | No participó                    | No participó                    | No participó                    | No participó                    | No participó                    |
| 2014                            | Se retiró                       | Se retiró                       | Se retiró                       | Se retiró                       | Se retiró                       | Se retiró                       | Se retiró                       |
| 2016                            | No participó                    | No participó                    | No participó                    | No participó                    | No participó                    | No participó                    | No participó                    |
| 2018                            | No clasificó                    | No clasificó                    | No clasificó                    | No clasificó                    | No clasificó                    | No clasificó                    | No clasificó                    |
| 2020                            | No clasificó                    | No clasificó                    | No clasificó                    | No clasificó                    | No clasificó                    | No clasificó                    | No clasificó                    |
| 2022                            | No clasificó                    | No clasificó                    | No clasificó                    | No clasificó                    | No clasificó                    | No clasificó                    | No clasificó                    |
| Total                           | 0/7                             | -                               | -                               | -                               | -                               | -                               | -                               |